# Jules et le Vilain Orchestra
 (septembre 2015).
Si vous disposez d'ouvrages ou d'articles de référence ou si vous connaissez des sites web de qualité traitant du thème abordé ici, merci de compléter l'article en donnant les références utiles à sa vérifiabilité et en les liant à la section « Notes et références ».

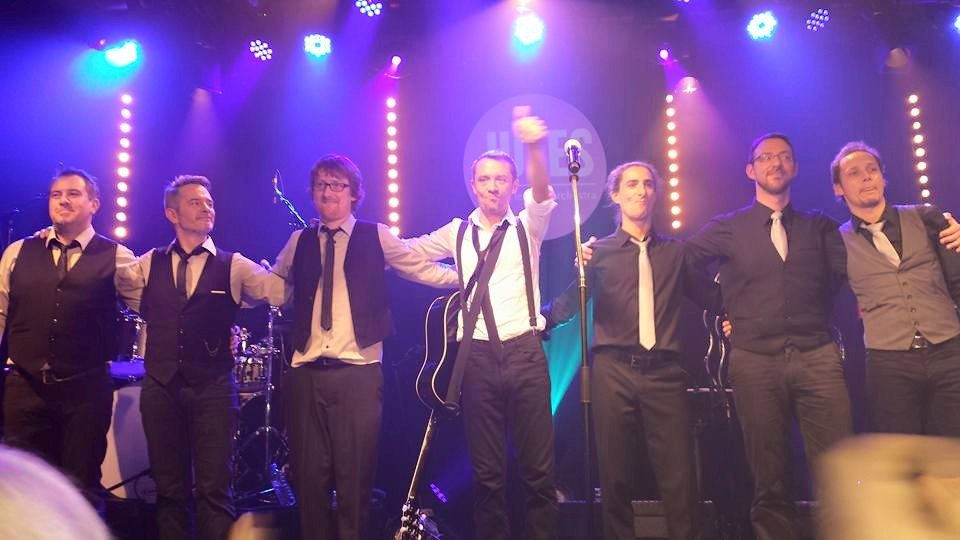
Jules et le Vilain Orchestra - Forum de Vauréal, 17 janvier 2015.

Jules et le Vilain Orchestra est un groupe français, qualifiant eux-mêmes leur musique de « variété alternative ». Ce groupe est un projet musical porté par Jules et qui voit le jour pour la sortie de son troisième album en 2013.

## Jules avant le Vilain Orchestra
Jules est un auteur, compositeur, interprète originaire de Jouy-le-Moutier. Il a commencé en tant que musicien, jouant notamment avec Bénabar, Catherine Ringer, les Ogres de Barback ou Jacques Higelin.
Très marqué par les influences de Jacques Brel, Léo Ferré, Nino Ferrer, Jean-Jacques Goldman ou Renaud[réf. souhaitée], Jules sort en 2007 son premier album, Les Années douces, qui recevra de nombreux prix[réf. nécessaire]. Cet album, majoritairement composé par Jules, se veut être un subtil mélange de nostalgie et de légèreté, alternant les sujets lourds comme l'homophobie (Roméo), le suicide (Vos voix), le deuil (Il était mon ami et Toujours là) et les sujets plus légers comme les déplacements en tournée (Lala Song), sa première grande scène (Mon Zénith à moi), la nostalgie du dimanche soir (Dimanche soir). Jules reprend sur cet album une chanson d'Hugues Auffray, Fleur d'Oranger.[Interprétation personnelle ?]
Sur sa lancée, Jules sort en 2009 son deuxième opus, L'Homme le plus fort du Monde. Pour cet album, Jules change de registre, n'hésitant pas à mélanger l'humour et la mélancolie dans ses textes, la plupart des chansons ressemblant à des extraits de vie de personnage.[Interprétation personnelle ?] Sont ainsi né avec cet album Thérèse, Tony, un camionneur, un associable ou encore un indécis...
De nombreux thèmes y sont traités, comme la rupture (Ton absence) ou la nostalgie des années passées (Tony). Mais c'est sur scène que cet album prend toute sa dimension, notamment grâce à son premier tube, C'est cher mais c'est bon, qui permet une grande cohésion avec le public grâce à sa chorégraphie particulière : « Genoux, côté, en haut, les mains ».[réf. nécessaire]
On retrouve lors de la période 2010-2011 les prémices du Vilain Orchestra.

## Le Vilain Orchestra
Le Vilain Orchestra peut-être assimilé à un mini big-band, certains membres étant issu de groupes orientés jazz.
Le groupe est composé de 6 musiciens, en plus de Jules :
- Guitare : Pascal Lajoye ;
- Basse : Sébastien Léonet ;
- Batterie : Yvan Descamps ;
- Claviers : Mathieu Debordes ;
- Trompette : Régis Pons ;
- Trombone : Thomas Cormier.

Avec le Vilain Orchestra, la carrière de Jules prend un virage différent, les cuivres apportant une touche jazz et rétro aux mélodies.[réf. nécessaire] Le chanteur s'amuse même à classer certaines de ces compositions dans le twist.
Le groupe se distingue donc avec des mélodies intemporelles et un dress-code simple mais efficace, en blanc, noir et gris, le tout agrémenté de bretelles. On peut aisément y voir un clin d’œil aux années 60 et aux groupes de Rythm'n'Blues de cette période.[Interprétation personnelle ?]
En 2013, Jules et le Vilain Orchestra sortent leur premier album, qui sera donc le troisième album de Jules, sous le nom Le Sale Gosse. Cet album se veut plus punchy que les deux précédents et se démarque sensiblement. On y retrouve des sons jazz, blues et rock qui permettent de toucher un public plus large.[Interprétation personnelle ?] Les thèmes abordés restent variés, allant du repas de famille (Le Dimanche Pascal) aux méfaits des religions (Par amour), en passant par l'amitié (Vilain), l'amour (Nemours et Mal barré) ou la retraite (Louanges).[réf. nécessaire]
Après une tournée de près de deux ans, avec la captation d'un DVD live au Forum de Vauréal, un nouvel album est prévu pour courant 2016. Quelques titres ont été joués lors d'un concert à l'Européen à Paris le 9 juin 2015, pour la 150e date de la tournée.

## Filmographie

### Clips
- 2011 - Thérèse
- 2013 - Mal barré